# 自己ベスト-2
『自己ベスト-2』（じこベスト ツー）は、2007年11月28日に発売された小田和正通算4作目のベスト・アルバム。旧ファンハウスを含むBMG JAPANから発売された小田の最後のアルバム。

## 解説
累計売上270万枚を超えた『自己ベスト』の続編。初回盤はデジパック仕様。本作も収録に際し、曲によっては楽器の差し替えやボーカルのリテイクが行われ、現在考えられるベストの状態で作品を提示したいという小田自身の意思が強く反映された。
2007年12月10日付オリコンアルバムチャートで初登場第1位を記録、アルバム『そうかな』で記録した57歳9ヶ月を上回る、60歳3ヶ月での最年長1位記録を更新。30代から60代までの4つの年代でアルバム1位を獲得した。
スポットCMも前作同様、小田が収録曲のメドレーを早口で歌っているが、このアイデアはアルバムの打ち合わせ時に“どんな歌だったか”をスタッフに歌って説明している時、「これをCMにしたら面白いよね」というのがキッカケだったという。衣装と設定は『ダイジョウブ』のプロモーションビデオと同じ。ロケは小田の地元である横浜みなとみらいで行われ、ジャケットのイラストも同所がモチーフになっている。また、イラストと帯には、タイトルが“自己ベスト・2”と書かれている。

## 収録曲
1. こころ - (4:32)[1]（2007年8月15日発売 25thシングル (CD:FHCL-7004)） <フジテレビ系ドラマ『ファースト・キス』主題歌>
スタッフからの具体的な要望を受けながら、書き下ろされた。
2. ひとりで生きてゆければ - (4:15)[1]（1997年5月21日発売 15thシングル「遠い海辺」 (SCD:FHDL-1105) カップリング曲）
1976年に発表されたオフコース時代の楽曲のセルフカヴァー。以前、「遠い海辺」のカップリング曲として収録した際に歌詞が一部書き変えられていたが、今回、元の形に戻されている。
3. 生まれ来る子供たちのために - (4:35)[1]（2005年5月25日発売 23rdシングル「たしかなこと」 (CD:FHCL-7002) カップリング曲） <UNHCR応援ソング / TBS系『情報7days ニュースキャスター』エンディングテーマ曲 / 2012年公開 アニメ映画『グスコーブドリの伝記』主題歌>
1980年に発表されたオフコース時代の楽曲のセルフカヴァー。
4. 愛の中へ - (4:49)[1]（2001年5月16日発売 セルフカヴァー・アルバム『LOOKING BACK 2』収録曲）
1981年に発表されたオフコース時代の楽曲のセルフカヴァー。
5. たそがれ - (5:08)[1]（2004年2月25日発売 22ndシングル「まっ白」 (CD:FHDL-7001) カップリング曲）
1985年に発表されたオフコース時代の楽曲のセルフカヴァー。ここではオリジナルにあった英語詞が省略されている。
6. 君住む街へ - (6:04)[1]（セルフカヴァー・アルバム『LOOKING BACK 2』収録曲）
1988年に発表されたオフコース時代の楽曲のセルフカヴァー。
7. 恋は大騒ぎ - (4:42)[1]（1990年2月21日発売 5thシングル (SCD:FHDL-1003)） <第一生命パスポート21CM曲>
後にアルバム『Far East Café』[5]に収録された。
8. いつか どこかで - (4:16)[1]（1992年1月25日発売 8thシングル (SCD:FHDL-1006)） <第一回映画監督作品『いつか どこかで』主題歌>
アルバム『sometime somewhere』[6]と同時発売された。今回の収録に際し、シンセのストリングスが生に差し替えられた。
9. そのままの君が好き - (5:49)[1]（1992年7月25日発売 9thシングル (SCD:FHDL-1007)） <東映系アニメ映画『走れメロス』テーマソング>
後にアルバム『MY HOME TOWN』[7]には、イントロを加えて収録された。
10. こんな日だったね - (4:31)[1]（1999年10月21日発売 18thシングル (SCD:FHDL-1108)） <NISSANエルグランドCFソング>
後にアルバム『個人主義』[8]に収録された。
11. the flag - (4:17)[1]（アルバム『個人主義』[8] 収録曲） <Yahoo! JAPANスポーツ応援プロジェクトテーマソング>
12. たしかなこと - (4:58)[1]（2005年5月25日発売 23rdシングル） <明治安田生命企業CMソング>
13. まっ白 - (4:22)[1]（2004年2月25日発売 22ndシングル） <TBS系ドラマ『それは、突然、嵐のように…』主題歌>
後にアルバム『そうかな』[4]にも収録された。ドラマ主題歌として依頼されたが、立ち消えになりかけたこともあったという。2005年のツアー“大好きな君に”ではオープニングに歌われた。
14. 大好きな君に - (4:43)[1]（アルバム『そうかな』[4] 収録曲） <NHK総合・テレビアニメ『雪の女王』エンディングテーマ曲 / 名古屋鉄道企業CM曲>
もともとはシチューのCF用に依頼されたが、テレビで流れるサビの部分だけでなく、最初から全体像をイメージしながら作られていった。
15. ダイジョウブ - (4:47)[1]（2007年4月25日発売 24thシングル (CD:FHCL-7003)） <NHK連続テレビ小説『どんど晴れ』主題歌>

## クレジット
- all songs written & arranged by kazumasa oda

### こころ
| Drums : Mansaku Kimura          |
| Bass : Nathan East              |
| Guitars : Yoshiyuki Sahashi     |
| Strings : Kinbara Strings Group |
| Harp : Tomoyuki Asakawa         |

| B.G.V. : | Kenichi Mitsuda Takako Matsu |

| Programming : Hideki Mochizuki |

### ひとりで生きてゆければ
| Bass : Nathan East             |
| Guitars : Yoshiyuki Sahashi    |
| Percussion : Luis Conte        |
| Programming : Hideki Mochizuki |

### 生まれ来る子供たちのために
| Bass : Nathan East              |
| Guitars : Yoshiyuki Sahashi     |
| Percussion : Luis Conte         |
| Strings : Kinbara Strings Group |

| B.G.V. : | Chikuzen Satō Kenichi Mitsuda Froebel-Boys-Choir Suzukake-Children's-Chorus |

| Programming : Hideki Mochizuki |

### 愛の中へ
| Drums : Mansaku Kimura      |
| Bass : Nathan East          |
| Guitars : Yoshiyuki Sahashi |
| Percussion : Luis Conte     |

| B.G.V. : | Chikuzen Satō Satoru Sakamoto |

| Programming : Hideki Mochizuki |

### たそがれ
| Bass : Nathan East              |
| Guitars : Yoshiyuki Sahashi     |
| Percussion : Luis Conte         |
| Strings : Kinbara Strings Group |
| B.G.V. : Kenichi Mitsuda        |
| Programming : Hideki Mochizuki  |

### 君住む街へ
| Bass : Nathan East              |
| Guitars : Yoshiyuki Sahashi     |
| Percussion : Luis Conte         |
| Strings : Kinbara Strings Group |

| B.G.V. : | Junko Yamamoto, Satoru Sakamoto |

| Programming : Hideki Mochizuki |

### 恋は大騒ぎ
| Drums : Mansaku Kimura         |
| Bass : Nathan East             |
| Guitars : Yoshiyuki Sahashi    |
| Percussion : Luis Conte        |
| B.G.V. : Epo                   |
| Programming : Hideki Mochizuki |

### いつか どこかで
| Bass : Nathan East              |
| Guitars : Yoshiyuki Sahashi     |
| Strings : Kinbara Strings Group |
| Programming : Hideki Mochizuki  |

### そのままの 君が好き
| Hihat & Cymbal : Curt Bisquera  |
| Bass : Chiaki Yoshiike          |
| Guitars : Yoshiyuki Sahashi     |
| Percussion : Luis Conte         |
| Strings : Kinbara Strings Group |

| B.G.V. : | Rose Stone Alfie Silas Mervyn Warren Rodney Saulsberry Chikuzen Satō |

| Programming : Hideki Mochizuki |

### こんな日だったね
| Drums : Mansaku Kimura         |
| Bass & B.G.V. : Nathan East    |
| Guitars : Yoshiyuki Sahashi    |
| Percussion : Luis Conte        |
| B.G.V. : Chikuzen Satō         |
| Programming : Hideki Mochizuki |

### the flag
| Drums : Mansaku Kimura         |
| Bass : Kaoru Yamauchi          |
| A.Piano : Naoki Kurio          |
| Guitars : Masahiro Inaba       |
| Guitars : Yoshiyuki Sahashi    |
| Percussion : Luis Conte        |
| B.G.V. : Stardust Revue        |
| Programming : Hideki Mochizuki |

### たしかなこと
| Bass : Nathan East                      |
| Guitars : Yoshiyuki Sahashi             |
| Percussion : Luis Conte                 |
| Horn : Shiro Sasaki                     |
| Harp : Tomoyuki Asakawa                 |
| Strings : Kinbara Strings Group         |
| B.G.V. : Chikuzen Satõ, Kenichi Mitsuda |
| Programming : Hideki Mochizuki          |

### まっ白
| Drums : Mansaku Kimura          |
| Bass : Nathan East              |
| Guitars : Yoshiyuki Sahashi     |
| Percussion : Marie Oishi        |
| Strings : Kinbara Strings Group |
| B.G.V. : Kenichi Mitsuda        |
| Programming : Hideki Mochizuki  |

### 大好きな君に
| Bass : Nathan East              |
| Guitars : Yoshiyuki Sahashi     |
| Percussion : Luis Conte         |
| Strings : Kinbara Strings Group |

| B.G.V. : | Chikuzen Satō Kenichi Mitsuda |

| Programming : Hideki Mochizuki |

### ダイジョウブ
| Drums : Mansaku Kimura          |
| Bass : Nathan East              |
| Guitars : Yoshiyuki Sahashi     |
| Strings : Kinbara Strings Group |
| B.G.V. : Kenichi Mitsuda        |
| Programming : Hideki Mochizuki  |

### スタッフ
| Produced by Kazumasa Oda                                                |
| Mixed by Bill Schnee & Yoshihide Mikami (M-1,2,8,15)                    |
| Mastered by Doug Sax & Robert Hadley at The Mastering Lab,L.A.          |
| Directed by Tomoaki Kinoshita                                           |
| A&R: Etsuko Noguchi (BMG JAPAN)                                         |
| L.A. Coordinate: Koji Egawa                                             |
| Art Direction: Masato Kobayashi & K.Oda                                 |
| Design: Yumiko Sato (Sun-M Design Office)                               |
| Jacket Coordinate: Akihiro Ishikawa (BMG JAPAN)                         |
| Sales Promoter: Ko Sugimoto (BMG JAPAN)                                 |
| Artist Management: FAR EAST CLUB                                        |
| Chikuzen Satō by the courtesy of UNIVERSAL J, A UNIVERSAL MUSIC COMPANY |
| Satoru Sakamoto by the courtesy of Columbia Music Entertainment, Inc    |